# Naoko Sawamatsu
Naoko Sawamatsu (jap. 沢松 奈生子, Sawamatsu Naoko; * 23. März 1973 in Nishinomiya) ist eine ehemalige japanische Tennisspielerin.

## Karriere
Sawamatsu gewann in ihrer Profikarriere vier Einzeltitel auf der WTA Tour. Ihren größten Erfolg aber erzielte sie mit dem Einzug ins Viertelfinale der Australian Open im Jahr 1995.
Bei den Olympischen Spielen 1992 in Barcelona und 1996 in Atlanta spielte sie für ihr Land.
Ab 1988 gehörte sie auch zehn Jahre lang zum japanischen Fed-Cup-Team.

## Turniersiege

### Einzel
| Nr. | Datum          | Turnier   | Kategorie    | Belag     | Finalgegnerin   | Ergebnis      |
| --- | -------------- | --------- | ------------ | --------- | --------------- | ------------- |
| 1.  | 28. April 1990 | Singapur  | WTA Tier IV  | Hartplatz | Sarah Loosemore | 7:6, 3:6, 6:4 |
| 2.  | 23. Mai 1993   | Straßburg | WTA Tier III | Sand      | Judith Wiesner  | 4:6, 6:1, 6:3 |
| 3.  | 24. April 1994 | Singapur  | WTA Tier IV  | Hartplatz | Florencia Labat | 7:5, 7:5      |
| 4.  | 27. April 1997 | Jakarta   | WTA Tier IV  | Hartplatz | Yuka Yoshida    | 6:3, 6:2      |